# Màquina virtual basada en nucli
La màquina virtual basada en nucli (KVM) és un mòdul de virtualització gratuït i de codi obert al nucli de Linux que permet que el nucli funcioni com a hipervisor. Es va fusionar amb el nucli principal de Linux a la versió 2.6.20, que es va publicar el 5 de febrer de 2007. KVM requereix un processador amb extensions de virtualització de maquinari, com Intel VT o AMD-V. KVM també s'ha portat a altres sistemes operatius com FreeBSD i illumos en forma de mòduls del nucli carregables.
KVM va ser dissenyat originalment per a processadors x86, però des de llavors s'ha portat a ESA/390, PowerPC, IA-64 i ARM. El port IA-64 es va eliminar el 2014.
KVM admet la virtualització assistida per maquinari per a una gran varietat de sistemes operatius convidats, com ara BSD, Solaris, Windows, Haiku, ReactOS, Plan 9, AROS, macOS i fins i tot altres sistemes Linux. A més, se sap que Android 2.2, GNU/Hurd (Debian K16), Minix 3.1.2a, Solaris 10 U3 i Darwin 8.0.1, juntament amb altres sistemes operatius i algunes versions més noves d'aquests enumerats, funcionen amb certs limitacions.
A més, KVM proporciona suport de paravirtualització per a convidats Linux, OpenBSD, FreeBSD, NetBSD, Plan 9 i Windows utilitzant l'API VirtIO. Això inclou una targeta Ethernet paravirtual, un controlador d'E/S de disc, controlador de globus i una interfície gràfica VGA amb controladors SPICE o VMware.

## Història
Avi Kivity va començar el desenvolupament de KVM a mitjans de 2006 a Qumranet, una empresa d'inici de tecnologia que va ser adquirida per Red Hat el 2008.
KVM va aparèixer l'octubre de 2006 i es va fusionar amb la línia principal del nucli de Linux a la versió del nucli 2.6.20, que es va publicar el 5 de febrer de 2007.
El manteniment de KVM és Paolo Bonzini.

Una visió general d'alt nivell de l'entorn de virtualització KVM/QEMU

## Interns
KVM proporciona l'abstracció del dispositiu però no emula el processador. Exposa el/dev/kvm, que un amfitrió en mode d'usuari pot utilitzar per:
- Configureu l'espai d'adreces de la VM convidada. L'amfitrió també ha de proporcionar una imatge de microprogramari (normalment una BIOS personalitzada quan emula ordinadors) que el convidat pot utilitzar per arrencar al seu sistema operatiu principal.
- Alimenta l'E/S simulada del convidat.
- Assigna la pantalla de vídeo del convidat a l'amfitrió del sistema.

Originalment, es va proporcionar una versió bifurcada de QEMU per llançar convidats i fer front a l'emulació de maquinari que no és gestionada pel nucli. Aquest suport es va fusionar finalment amb el projecte upstream. Ara hi ha nombrosos monitors de màquines virtuals (VMM) que poden utilitzar la interfície KVM, incloent kvmtool, crosvm i Firecracker i nombrosos VMM especialitzats construïts amb marcs com rust-vmm.
Internament, KVM utilitza SeaBIOS com a implementació de codi obert d'una BIOS x86 de 16 bits.

## Característiques
KVM té suport per a vCPU intercanviables en calent, gestió de memòria dinàmica, i Live Migration des del febrer de 2007. També redueix l'impacte que tenen les càrregues de treball intensives en escriptura de memòria en el procés de migració.

## Maquinari emulat
El propi KVM emula molt poc maquinari, en lloc d'apostar-se a una aplicació client de nivell superior com ara QEMU, crosvm o Firecracker per a l'emulació del dispositiu.
KVM proporciona els següents dispositius emulats:

libvirt admet KVM

- CPU virtual i memòria
- VirtIO

## Eines de gestió gràfica
- Kimchi – eina de gestió de virtualització basada en web per a KVM
- Gestor de màquines virtuals – admet la creació, l'edició, l'inici i l'aturada de màquines virtuals basades en KVM, així com la migració d'arrossegar i deixar anar en directe o en fred de màquines virtuals entre hosts.
- Entorn virtual Proxmox – un paquet de gestió de virtualització de codi obert que inclou KVM i LXC. Té un instal·lador complet, una GUI de gestió remota basada en web, una pila de clúster HA, emmagatzematge unificat, xarxa flexible i suport comercial opcional.
- OpenQRM – plataforma de gestió per a la gestió d'infraestructures heterogènies de centres de dades
- Caixes de GNOME – Interfície de Gnome per gestionar convidats de libvirt a Linux
- oVirt – eina de gestió de virtualització de codi obert per a KVM construïda sobre libvirt